# Mote Park
Mote Park är en park i Storbritannien.   Den ligger i riksdelen England, i den sydöstra delen av landet, 50 km sydost om huvudstaden London. Mote Park ligger 24 meter över havet.
Terrängen runt Mote Park är huvudsakligen lite kuperad. Mote Park ligger nere i en dal. Runt Mote Park är det tätbefolkat, med 356 invånare per kvadratkilometer. Närmaste större samhälle är Gillingham, 13,8 km norr om Mote Park. Runt Mote Park är det i huvudsak tätbebyggt.